# Agastache mexicana
Toronjil morado (Agastache mexicana) es una planta medicinal perteneciente a la familia Lamiaceae. Es endémica de México. Llega a medir hasta 60 cm de altura con hojas lanceoladas y dentadas, flores a manera de racimos de color rojo. Su hábitat principal son los bosques tropicales caducifolios y de pino-encino. Su aprovechamiento es con fines medicinales asociadas a padecimientos del sistema nervioso.

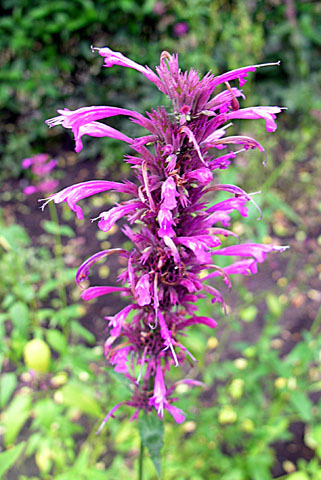
Inflorescencia

## Descripción
Es una hierba que alcanza un tamaño de unos 40 a 60 cm de altura, aunque en algunos casos llega hasta de 1.5 m de altura. Sus tallos son cuadrados. Sus hojas tienen forma de lanza y en su parte inferior son más anchas que en la superior, los bordes de las hojas son dentados y con pelos por el envés. Tiene las flores dispuestas en racimos terminales, en número de 5 hasta 20, con forma tubular, de color rojo vivo o rojo-morado y sus frutos son color café. Es una planta aromática. 

## Distribución y hábitat
El toronjil es originario de México; está presente en climas cálidos, semicálidos y templados entre el nivel del mar y los 780 metros y desde los 1600 a los 2670 m s. n. m. Está asociada a los bosques tropicales caducifolios, subcaducifolio y perennifolios y a bosques espinosos, mesófilo de montaña, de encino, de pino y mixto de encino-pino.
En México se distribuye principalmente en el centro del país, en los estados de Morelos, Tlaxcala, Estado de México y Puebla.

## Propiedades
En la medicina tradicional, esta planta se usa frecuentemente para tratar el espanto, como ocurre en los estados de México, Hidalgo, Michoacán, Morelos y Puebla. Con este propósito se emplean diversos preparados, generalmente acompañados de otros componentes. El cocimiento de esta planta junto con flores de cempasuchil (Tagetes erecta) o las hojas de esta planta (toronjil blanco), más toronjil extranjero (Dracocephalum moldavica), mastranso (Mentha rotundifolia) y hierba del burro (Eupatorium petiolare), maceradas en agua o alcohol, se utilizan para bañar al enfermo. O basta tomar por las mañanas un té preparado con toronjil rojo (Agastache mexicana) y Santo Domingo (Hedeoma piperita), antes de las doce del día. La cocción del toronjil rojo con el morado y el blanco, se aconseja frotado en el cuerpo de los niños espantados, se les cubre con un lienzo hasta que suden, pero antes se les unge en las corvas y piernas con ”espíritus de untar”; esto se hace tres veces por semana. O bien, se macera el toronjil en un litro de refino, acompañado de pericón (Tagetes lucida), ruda (Ruta chalepensis), estafiate (Artemisia ludoviciana var. mexicana) y cempasuchil (Tagetes erecta), y se deja reposar hasta que el macerado se torne verde. De este preparado se toma una cucharadita diaria hasta sanar, o también puede mezclarse solamente con hierba del golpe (sp. n/r) y con refino.
En el tratamiento de enfermedades de los nervios y el susto, que se adquieren cuando se reciben impresiones fuertes, la planta se prepara combinada con los toronjiles blanco y azul. Otros curanderos recomiendan darlos junto con canela (Cinnamomum zeylanicum), manita (Chiranthodendron pentadactylon) y tila (Tilia mexicana).

## Nombres comunes
- Toronjil
- Toronjil blanco
- Toronjil morado
- Tzompilihuitz-patli Náhuatl
- Tzompilihuiz-xihuitl Náhuatl
- ; Toroji Otomí
- Agastaché mexická Checo
- Pinkil Tepehua[1]

## Taxonomía
Agastache mexicana fue descrita por (Kunth) Lint & Epling y publicado en American Midland Naturalist 33: 227. 1945.
Etimología
Agastache: nombre genérico que deriva de las palabras griegas: agan =  "mucho" y stachys =  "una mazorca de maíz o de trigo" que tienen muchos picos.
mexicana: epíteto geográfico que alude a su localización en México.
Subespecies
- Agastache mexicana subsp. mexicana

Sinonimia
- Brittonastrum mexicanum (Kunth) Briq.
- Cedronella mexicana (Kunth) Benth.
- Dracocephalum mexicanum Kunth basónimo[5]